# Psychotria calorhamnus
Psychotria calorhamnus là một loài thực vật có hoa trong họ Thiến thảo. Loài này được (Baill.) Ruhsam mô tả khoa học đầu tiên năm 2008.